# Гордон, Клер
Клер Гордон (англ. Claire Gordon, 16 января 1941, Кембридж, Англия — 13 апреля 2015, Лондон) — британская актриса
 театра и кино. Известна главными и эпизодическими ролями во многих британских фильмах с конца 1950-х до середины 1980-х годов.
Её когда-то называли «британским ответом Бриджит Бардо».

## Биография
Родилась в семье врача и визажистки. После того, как ее случайно сфотографировали на катке в Бэйсуотере для обложки журнала «Lilliput» , подписала пятилетний контракт и стала сниматься в кино. 
Выступала на сцене Нового Королевского театра в Портсмуте, Театра Вест-Энда, Saville Theatre. Играла в мюзиклах. Вошла в историю театра, как первая актриса, вышедшая на сцену обнажённой.
Всего исполнила роли в 32 фильмах.

## Избранная фильмография
- 1973 — Пригородные мужья
- 1970 — Притормози, Кэрол
- 1968 — Екатерина Великая — Елизавета Волконская
- 1965 — Всемирный секретный агент № 2 — доктор в госпитале
- 1965 — Лицензия на убийство
- 1964 — Два побега из Синг Синг
- 1961 — Молодые
- 1961 — Конга — Сандра Бэнкс
- 1960 — Заверните мне норку
- 1960 — Девушка ритма
- 1960 — Не отпускай!
- 1960 — Мистер Питкин: Порода бульдог — Пегги
- 1958 — Я просто спросил!
- 1958 — Спецвыпуск 6.5

Умерла от опухоли головного мозга 13 апреля 2015 года в доме престарелых на западе Лондона. Владела имуществом стоимостью почти £1 миллион.